# Wieliszew (gmina)
Pour les articles homonymes, voir Wieliszew.
Wieliszew est une gmina rurale (gmina wiejska) du powiat de Legionowo, dans la Voïvodie de Mazovie, dans le centre-est de la Pologne.
Son siège administratif est le village de Wieliszew, qui se situe environ 7 kilomètres au nord-est de Legionowo (chef-lieu de la powiat)et 26 kilomètres au nord de Varsovie (capitale de la Pologne).
La gmina couvre une superficie de 106,73 km2 pour une population de 8 483 habitants en 2006.

## Histoire
De 1975 à 1998, la gmina est attachée administrativement à la voïvodie de Varsovie.

Depuis 1999, elle fait partie de la voïvodie de Mazovie.

## Géographie
La gmina de Wieliszew comprend les villages et les localités de :

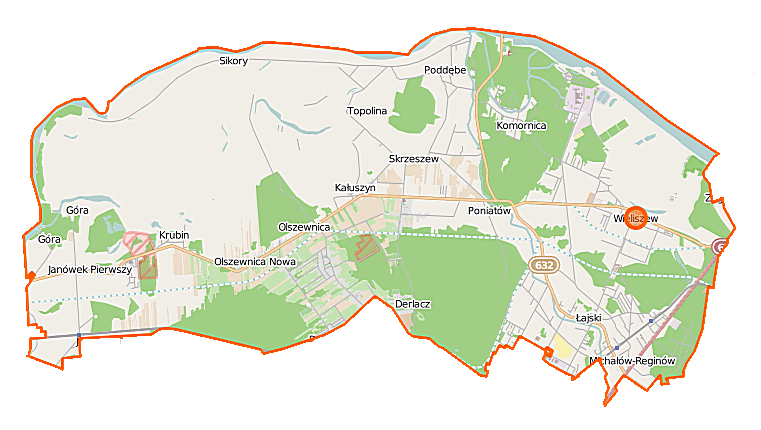
Plan de la gmina

- Góra
- Janówek Pierwszy
- Kałuszyn
- Komornica
- Krubin
- Łajski
- Michałów-Reginów
- Olszewnica Nowa
- Olszewnica Stara
- Poddębie
- Sikory
- Skrzeszew
- Topolina
- Wieliszew

### Gminy voisines
La gmina de Wieliszew est voisine des villes suivantes :
- Legionowo
- Nowy Dwór Mazowiecki

et les gminy de :
- Jabłonna
- Nieporęt
- Pomiechówek
- Serock

## Structure du terrain
D'après les données de 2017, la superficie de la commune de Wieliszew est de 108 km², répartis comme tel :
- terres agricoles : 53 %
- forêts : 26,5 %

La commune représente 27,38 % de la superficie du powiat.

## Démographie
Données de février 2017 :
| description        | Total  | Total | Femmes | Femmes | Hommes | Hommes |
| ------------------ | ------ | ----- | ------ | ------ | ------ | ------ |
| Unité              | Nombre | %     | Nombre | %      | Nombre | %      |
| population         | 13 573 | 100   | 6 838  | 50,4   | 6 735  | 49,6   |
| Densité (hab./km²) | 128    | 128   | 64,5   | 64,5   | 63,5   | 63,5   |